# 樓南光
樓南光（英語：Billy Lau Nam Kwong，1954年7月3日—）香港男性影視演員兼節目主持，曾是無綫電視及亞洲電視男藝員。他曾修讀1970年代第六期無綫電視藝員訓練班，同屆的學員包括：曾與呂良偉、陳玉蓮、陳玉麟、劉雅麗、梁鴻華、連炎輝、廖安麗、廖偉雄、盧少慈、容惠雯和龍天生等人，後來出道成為演員，參与過不少喜劇片、恐怖片以及三級片演出。他曾於1985年憑藉電影《僵尸先生》的演出被提名1986年香港電影金像獎的最佳男配角和最佳新演員。其義父是藝人胡楓。此外是香港明星足球隊成員。

## 背景
樓南光於九龍城獅子石道出生，祖籍江蘇省揚州市，父親是一名海員。樓小時候於九龍城聯合道居住。直至小學四年級時，因為家道中落而舉家移居新界石崗。當時他的家庭經營一個小農場，但沒有完善的照明系統，家人要到元朗的市集購買物資。他在一所男校新界喇沙中學讀至中三就選擇工作（1968年入讀中一，與香港理工大學工程學院院長文效忠為同屆同學），當過機場行李服務生、飛機艙上貨員、工廠員工等，後來於1976年在元朗一間學店完成中五課程。他再進修的原因是因為當時的人認為未完成中五的人是小學生而已，而不是中學生。
樓南光於1976年報考無綫電視第六期訓練班，結果獲取錄為學員。最後基於多言和口不擇言，被幕後人員投訴而未獲簽約成為電視台藝人。原本已被計劃安排演出《歡樂今宵》的他於是在1970年代末至1980年代初任職石油氣搬運工人和到嘉道理農場當禽類孵化與培育員。一次到朋友位於九龍塘的製作公司「Konnic」任職廣告製作數年，期間到街上發掘新人拍攝廣告，被發掘的人計有葉童。
及至1982年樓南光因對經常兼顧場景搬運的崗位感到沒趣，加上工資不高，適逢黎永強到製作室錄音，便得到對方介紹重投電影圈，加入新藝城擔任製片。1984年受之前入職的廣告公司邀請參演香港海洋公園水上樂園廣告拍攝。1986年憑《殭屍先生》「阿威」一角入圍第5屆香港電影金像獎「最佳新演員」及「最佳男配角」獎。樓南光在1989年六四事件後馬上申請移民，並在1992年移民加拿大，後因感覺得加拿大節奏緩慢的生活十分沉悶而於2000年回流香港。
他於2001年加入亞洲電視，2010年約滿便轉向廣播界發展，在2010年代初於D100任節目主持。2012年因香港數碼廣播停播風波，樓南光於同年10月20日宣佈「至少絕食7天，直至商務及經濟發展局局長蘇錦樑出來對話為止」，最終他絕食超過130小時後不適送院。2010年代開始經商，經營紅酒生意。約2016年跟「香港巨人三重唱」其中一位成員麥青學習聲樂。現時則多在中國內地接拍影視作品。

## 個人生活
樓南光已婚，婚後與妻子于麗芝育有兩名女兒，長女於1988年1月16日出生，名字由樓的好友鄭則仕測字後所改。樓、于二人於2008年離婚，因為樓長年與身在加拿大的妻兒分開居住，加上自己已習慣獨自生活和有外遇，致使婚姻結束。另外，樓南光與斑斑、黃造時、方國珊、徐思斐、劉美君、張學友、陳輝虹、林憶蓮、黎明以及朱健鈞同是藝人胡楓的義子。

## 演出作品
*以下列表只記錄樓南光演出過的影視作品，若有遺漏，請協助補充相關資料。

### 電視劇（無綫電視）
| 首播   | 名稱             | 角色   | 備註             |
| 1976年 | 狂潮             | 觀眾   |                  |
| 1977年 | 家變             | 方天   |                  |
| 1977年 | 民間傳奇之金玉奴 | 乞丐   |                  |
| 1993年 | 大頭綠衣鬥殭屍   | 屈仁   |                  |
| 1994年 | 異度凶情         | 占兆天 |                  |
| 1995年 | 刑事偵緝檔案     | 丁守禮 |                  |
| 1995年 | 刑事偵緝檔案II   | 丁守禮 |                  |
| 1995年 | 真情             | 梁潤才 | 劇集播放至1999年 |
| 2024年 | 狀王之王         | 談觀   |                  |

### 電視劇（亞洲電視）
| 首播   | 名稱                          | 角色   | 備註 |
| 2001年 | 祖先開眼                      | 童學禮 |      |
| 2002年 | 有求必應                      | 樓棠   |      |
| 2002年 | 吉祥任務                      | 柯得利 |      |
| 2003年 | 萬家燈火                      | 吳廣洪 |      |
| 2003年 | 暴風型警                      | 霍天賜 |      |
| 2004年 | 媽媽我真的愛你                | 程水龍 |      |
| 2004年 | 我和殭屍有個約會III之永恆國度 | 九哥   |      |
| 2004年 | 爸爸兩邊走                    | 曾敬慈 |      |
| 2005年 | 爸爸向前走                    | 曾敬慈 |      |
| 2005年 | 美麗傳說2星願                 | 肥叔   |      |
| 2005年 | 危險人物之滾油殺夫            | 黃強   |      |
| 2005年 | 喜有此理                      | 滕拓海 |      |
| 2006年 | 紅孩兒                        | 張大吉 |      |
| 2006年 | 香港奇案實錄                  | 忠邦父 |      |
| 2006年 | 大城小故事                    | 田向富 |      |
| 2007年 | 靈舍不同                      | 劉野   |      |
| 2007年 | 十六不搭喜趣來                | 路其中 |      |
| 2010年 | 法網群英                      | 蕭啟康 |      |

### 電視劇（香港電台）
| 首播   | 名稱                      | 角色           | 備註 |
| 2000年 | 識食新人類                |                |      |
| 2009年 | 論盡一家人                |                |      |
| 2010年 | 火速救兵 - 深海潛流       | 躉船船長雄哥   |      |
| 2010年 | 有房出租                  | 公司經理       |      |
| 2014年 | 我的家庭醫生              | 阿全           |      |
| 2015年 | 監警有道2015 - 失竊案中案 | 大頭Sir        |      |
| 2017年 | 反斗英語2017              |                |      |
| 2018年 | 手語隨想曲6               |                |      |
| 2019年 | 運輸背後                  | 志雄           |      |
| 2021年 | 格外樓神 - 見招拆招       | 招牌大王霍先生 |      |

### 電視劇（其他）
- 2018年 陽關道 飾 馬叔（馬來西亞Astro）
- 2018年 VR驅魔人 飾 鬼王（ViuTV）
- 2019年 假設性無罪 飾 鄭賢正（ViuTV）
- 2021年 逍遥神探（網絡短劇、中國大陸）
- 2024年 元宇宙·回到1995（網絡短劇、中國大陸）

### 電影
1980年代
- 1982年 拖手仔
- 1982年 夜驚魂 飾 商店收銀員
- 1982年 難兄難弟
- 1983年 最佳拍檔大顯神通 飾 牛牛手下
- 1983年 陰陽錯 飾 古志明同事
- 1983年 暗渠 飾 無腦
- 1984年 大小不良
- 1984年 鬼線人 飾 服務生
- 1984年 英倫琵琶 飾 警察
- 1984年 上天救命 飾 主播
- 1984年 等待黎明 飾 Factory Foreman
- 1985年 龍鳳智多星 飾 西門汀
- 1985年 老友鬼鬼
- 1985年 花仔多情
- 1985年 福星高照
- 1985年 夏日福星 飾 導演
- 1985年 皇家師姐 飾 Parking Meter Attendant
- 1985年 拖錯車
- 1985年 飛虎奇兵 飾 處男
- 1985年 吉人天相 飾 比利
- 1985年 殭屍先生 飾 阿威
- 1985年 時來運轉 飾 醫生
- 1986年 殭屍家族 飾 蚊子膽
- 1986年 最佳福星  飾 力保健
- 1986年 兩公婆八條心 飾 警官（《本來面目》篇）
- 1986年 扭計雜牌軍 飾 阿福
- 1986年 我的愛神
- 1986年 飛躍羚羊 飾 Billy Lau
- 1986年 富貴列車 飾 列車長
- 1986年 甜蜜十六歲  飾 樓老師
- 1986年 八喜臨門  飾 話劇團導演
- 1987年 靈幻先生 飾 阿強
- 1987年 東方禿鷹 飾 程大江
- 1987年 猛鬼差館 飾 蛇仔明
- 1987年 最後一戰 飾 保安
- 1987年 用愛捉伊人 飾 小警察
- 1987年 橫財三千萬 飾 光仔
- 1988年 肥貓流浪記 飾 自稱校長的精神病病人
- 1988年 赤膽情
- 1988年 靈幻小姐 飾 胡一筒Belly
- 1988年 火舞風雲 飾 舞廳客人
- 1988年 驚魂今晚夜 飾 小偷
- 1988年 警察故事續集 飾 貨車司機
- 1988年 金裝大酒店 飾 偵探助手
- 1988年 夢過界 飾 CID
- 1988年 鬼掹腳 飾 東灣警員
- 1988年 霸王花 飾 飛虎隊隊員
- 1988年 霸王女福星 飾 大鼻子
- 1988年 猛鬼學堂 飾 大蛇恩
- 1989年 猛鬼撞鬼 飾 殺手豪
- 1989年 猛鬼大廈 飾 EPS
- 1989年 瀟灑先生 飾 包玉光
- 1989年 一眉道人 飾 隊長
- 1989年 花心三劍俠 飾 鍾國昌
- 1989年 群龍戲鳳 飾 Tan
- 1989年 小小小警察 飾 掃黃組警員
- 1989年 神勇飛虎霸王花 飾 阿南
- 1989年 奇蹟 飾 阿唐

1990年代
- 1990年 捉鬼合家歡 飾 天下第一矛
- 1990年 猛鬼霸王花
- 1990年 皇家賭船
- 1990年 富貴兵團 飾 臭鴨蛋
- 1990年 一眉道姑 飾 啄木鳥
- 1990年 夜魔先生
- 1990年 漫畫奇俠 飾 朱大力
- 1991年 莎莎嘉嘉站起來
- 1991年 殭屍福星仔
- 1991年 黐線枕邊人 飾 Mainland Hick
- 1991年 豪門夜宴 飾 打籃球的（客串）
- 1991年 妖魔道 飾 鄧天光
- 1992年 老友鬼上身 飾 林Sir
- 1992年 新殭屍先生 飾 大龍
- 1992年 甩皮鬼 飾 劉有光
- 1992年 龍貓燒鬚 飾 北極熊
- 1992年 西藏小子 飾 機場保安護衛員
- 1992年 鬼打鬼之黃金道士 飾 房東
- 1992年 92霸王花與霸王花
- 1993年 艷降 飾 阿Paul
- 1994年 山雞變鳳凰 飾 綁架者
- 1994年 非洲超人
- 1995年 冇面俾 飾 Fainting Cop
- 1995年 呆佬拜壽 飾 沙三
- 1996年 摩登共和國 飾 Jeff爸爸
- 1999年 愛滋初體驗

2000年代
- 2000年 賤男人週記
- 2000年 OL誘惑之各自各精彩
- 2000年 賤男特警 飾 賓定周
- 2002年 偷情寶鑑系列
- 2004年 當碧咸遇上奧雲 飾 足球隊球迷
- 2007年 雀聖3自摸三百番 飾 老千
- 2007年 野·良犬 飾 梁老師

2010年代
- 2012年 嚴冬裡的春天
- 2012年 桃姐 飾 武行
- 2013年 殭屍 飾 米舗茶餐廳的東主
- 2016年 陰陽先生之末代天師 飾 阿龍（網絡電影）
- 2016年 男極探射燈
- 2017年 毒。誡 飾 大撈家
- 2017年 歌手
- 2017年 生化藥屍（網絡電影）飾 雷師兄
- 2018年 八步半喜怒哀樂 飾 林叔
- 2018年 道師爺（網絡電影）
- 2018年 追兇者
- 2018年 大師兄 飾 得男父
- 2019年 葉問之九龍城寨（網絡電影）飾 張憲民
- 2019年 伏妖白魚鎮2
- 2019年 五行相術 飾 申四爺 （網絡電影）
- 2019年 獅子山上 飾 楊永南

2020年代
- 2020年 進擊女兒國 飾 杜空空師父
- 2021年 武狀元蘇乞兒之天降神諭 飾 蘇父
- 2021年 一眉先生（網絡電影）飾 老鎮長
- 2021年 牧野詭事之尋龍（網絡電影）飾 陳道長
- 2022年 劊子手·怪談（網絡電影）飾 富員外
- 2023年 黑樓怪談（網絡電影）
- 2023年 包青天書院詭事（網絡電影）飾 錢忠
- 2023年 木偶驚魂（網絡電影）
- 2023年 驅邪（網絡電影）飾 老爺
- 2023年 茅山叔叔（網絡電影）
- 2023年 尋龍訣：生死門（網絡電影）飾 師父

### 舞台劇
- 2010年 幽靈人間
- 2010年 七擒七縱七色狼[12]
- 2011年 情歸何處

### 節目主持

#### 電視節目
- 2005-2006年 一雙筷子走天涯（亞洲電視）
- 2008年 今日法庭（亞洲電視）
- 2009年 香港亂噏（亞洲電視）
- 2017年 吾男吾女（奇妙電視）

#### 電台節目
- 2012年 DBC數碼電台數碼大聲台 為食麻甩騷
- 2013年 D100大聲台 為食麻甩騷
- 2013年 D100香港台 一男子
- 2013年12月18日—2014年3月31日 D100香港台 一男一女
- 2014年3月20日—2014年12月24日 D100香港台 靈凶翻騰半夜講呢啲
- 2014年9月11日 D100香港台 秋燈夜雨
- 瘋show快活人（香港電台）

### 參與節目
- 2018年 樂齡帥靚正（演出、香港電台）[13]

### 演唱單曲
- 1985年 塵土原是無疆界（飢饉三十主題曲，與盧業瑂、魏綺清、楊振耀、張麗瑾、胡啟榮、梁安琪、余安安、蔡靜怡以及梁美寶合唱）

## 幕後工作

### 導演
- 1992年 龍貓燒鬚

### 副導演
- 1983年 陰陽錯
- 1985年 吉人天相
- 1993年 一刀傾城

### 策劃
- 1987年 精裝追女仔[14]
- 2000年 賤男特警

### 製片
- 1983年 最佳拍檔大顯神通（助理製片）
- 1984年 英倫琵琶（執行製片）

### 編劇
- 2000年 賤男特警

## 電視廣告
- 1984年-1986年 海洋公園
- 1987年 易辦事
- 2021年 百鬼夜行錄 手機遊戲

## 外部連結
- 樓南光的新浪微博
- 樓南光在香港影庫上的簡介
- 樓南光在互联网电影资料库（IMDb）上的資料（英文）
- 在AllMovie上樓南光的頁面（英文）
- 樓南光在豆瓣上的资料（简体中文）
- 樓南光在时光网上的簡介（简体中文）